# Sojus 28
Sojus 28 ist die Missionsbezeichnung für den am 2. März 1978 gestarteten Flug eines sowjetischen Sojus-Raumschiffs zur sowjetischen Raumstation Saljut 6. Es war der dritte Besuch eines Sojus-Raumschiffs bei dieser Raumstation und der 46. Flug im sowjetischen Sojusprogramm.

## Besatzung

### Hauptmannschaft
- Alexei Alexandrowitsch Gubarew (2. Raumflug), Kommandant
- Vladimír Remek (1. Raumflug), Bordingenieur ( Tschechoslowakei)

### Ersatzmannschaft
- Nikolai Nikolajewitsch Rukawischnikow, Kommandant
- Oldřich Pelčák, Bordingenieur ( Tschechoslowakei)

## Missionsüberblick
Eine andere Missionsbezeichnung für den Flug ist Saljut 6 EP-2 (russisch Экспедиция посещения 2 – Besuchsmannschaft 2).
Mit dem Besuch des tschechischen Interkosmonauten Vladimír Remek als erstem nichtsowjetischen Kosmonauten und Nicht-US-Astronauten wurden die Möglichkeiten der Raumstation erweitert. Einerseits konnten weitere propagandistisch wirksamen Erstleistungen sozialistischer Staaten (jeweils Erstflug für das Gastland) erzielt werden, andererseits wurden die wissenschaftlichen Potentiale dieser Länder nach ersten unbemannten Satelliten auch für den bemannten Weltraumflug erschlossen. Dabei wurden die Regeln der Interkosmos-Organisation weiterentwickelt. Sowohl der Ablauf der Missionen als auch die propagandistische Ausgestaltung (z. B. Pressearbeit) baute auf den Erfahrungen des Sojus-Apollo-Projekts auf.
Kern der relativ einheitlichen Interkosmos-Missionen waren daher Originalübertragungen des Starts, von Gesprächen mit den jeweiligen Partei- bzw. Staatschefs und Grüße an die Heimatbevölkerung. Daneben wurden Beobachtungen und Aufnahmen (mit der mit MKF-6-Kamera auch multispektral) des Heimatlandes des Gastes, medizinisch-biologische Untersuchungen und Experimente mit landestypischen Produkten durchgeführt. Der Gastbesuch war auf ungefähr 7 Tage und 21,5 Stunden (mit nur einer Toleranz von +/- einer Stunde) ausgelegt. Die Vorbereitung dieser Missionen benötigte nicht besonders viel Zeit, da auf meist in der Sowjetunion ausgebildete (also sprachkundige) Militärflieger zurückgegriffen werden konnte.
Im Falle von Sojus 28 waren die Parteichefs Leonid Breschnew und Gustáv Husák. Die nationalen Experimente beschäftigten sich mit Materialkunde.
Die Mission wurde am 10. März 1978 erfolgreich mit der Landung in der kasachischen Steppe abgeschlossen. Nur acht Tage später landete auch die Stammmannschaft Georgi Gretschko und Juri Romanenko. Für Letzteren sicherlich dringend, da er sich eine Zahnentzündung zugezogen hatte, die nicht ausreichend in der Station behandelbar war.

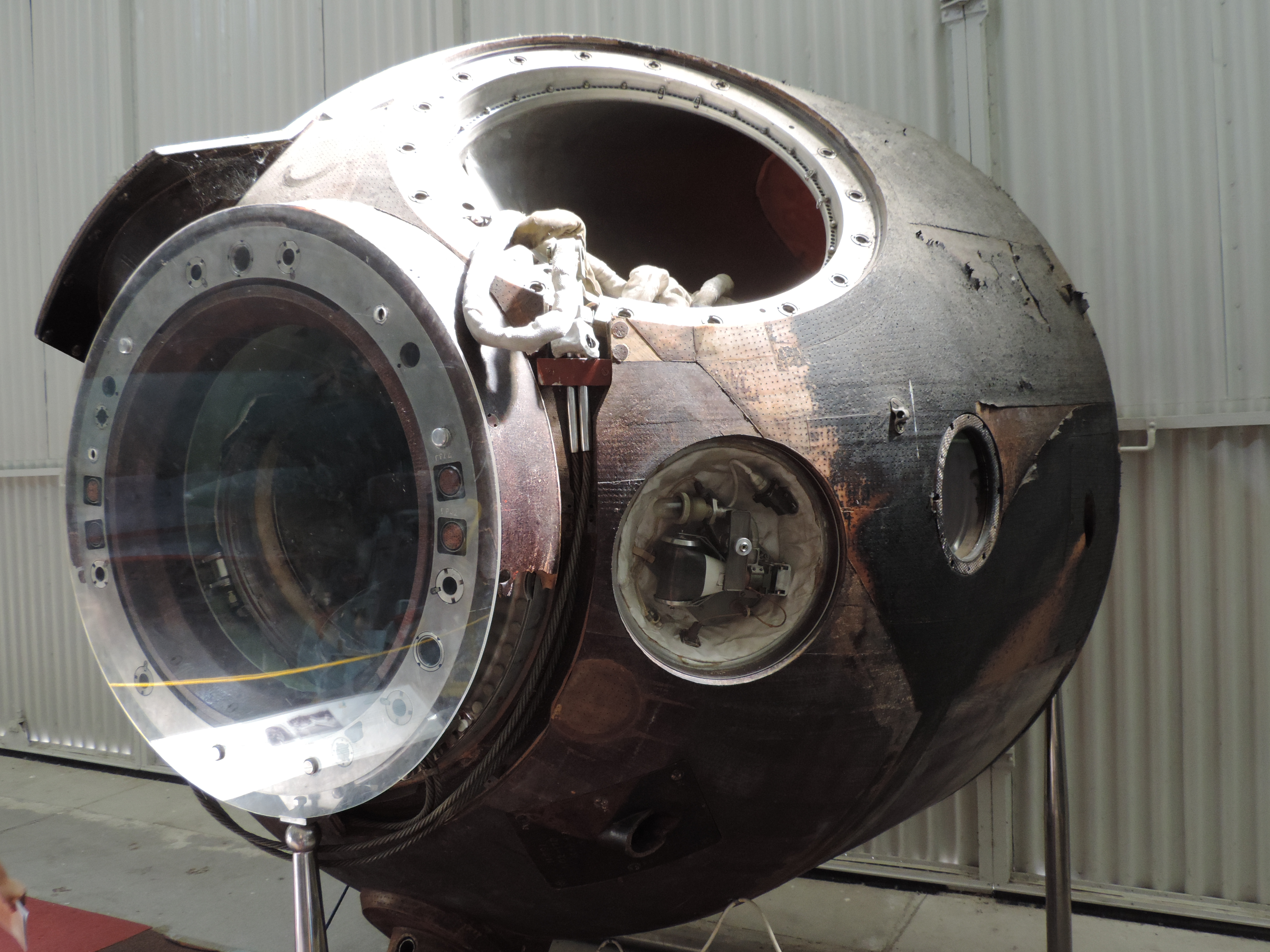
Kapsel der Sojus 28 im Luftfahrtmuseum Kbely

Die Rückkehrkapsel von Sojus 28 ist heute im Luftfahrtmuseum Kbely in Prag zu besichtigen.